# Забинкова, Нора Ноевна
Нора Ноевна Забинкова (урождённая Троцкая; 28 мая 1927, Ленинград — 16 июня 1999) — филолог-латинист, лексикограф и педагог, переводчик на русский язык Карла Линнея.

## Биография
Родилась в семье выдающегося архитектора Н. А. Троцкого. Её мать, художница Е. М. Петрова-Троцкая, умерла в 1932 году. После смерти отца в ноябре 1940 года заботу о сироте взяла её бездетная тетка со стороны отца Юдифь Абрамовна Троцкая (1893—?), врач, которая её удочерила. Они вместе уехали в эвакуацию за Урал в 1941 году и четыре года прожили в посёлке Емуртла Омской области (ныне — Упоровский район Тюменской области). Несмотря на трудности военного времени, получила хорошие знания. Закончив в 1944 году школу с золотой медалью, подала заявление на филологический факультет Ленинградского государственного университета. Однако на отделение романских языков, о котором она мечтала, поступить не удалось, поскольку в первую очередь на него принимали демобилизованных участников войны и молодежь, работавшую на восстановлении университета. Во время обучения у неё возник план продолжать университетское образование на биологическом факультете. Однако перед самым окончанием курса (1949) «грянула сессия ВАСХНИЛ. Поступать на биологический факультет было приблизительно то же самое, что поступать в КГБ».
Зачисленная в штат Военно-морской медицинской академии в качестве преподавателя (с 15 сентября 1949 года), Нора Ноевна была приглашена давать уроки латинского языка сотрудникам Ботанического института. Потребность в знании латыни у ботаников была очень велика, однако специальных учебных пособий тогда не существовало, а два имевшихся словаря были недостаточно полными и к тому времени уже значительно устарели. В первом выпуске среди её учеников были Г. И. Родионенко, И. А. Линчевский, М. Э. Кирпичников, во втором — В. И. Грубов. Среди своих учеников Нора Ноевна одним из лучших считала Н. Н. Цвелёва. Издание «Латинско-русского словаря для ботаников» (совместно с М. Э. Кирпичниковым) стало одним из значительных событий в жизни Норы Ноевны, а опыт его составления получил отражение в её кандидатской диссертации «Некоторые вопросы современной ботанической терминологии и принципы составления латинско-русского ботанического словаря» (1958). Следующий совместный труд Н. Н. Забинковой и М. Э. Кирпичникова, знаменитый «Русско-латинский словарь для ботаников», вышел в 1977 году и с тех пор широко используется не только ботаниками, но и лингвистами.
Забинковой был переведён труд Карла Линнея «Философия ботаники», который был опубликован в издательстве «Наука» в 1989 году. До последних дней жизни она работала над подготовкой русского издания другой работы Линнея — «Lachesis naturalis…».
На протяжении 35 лет Н. Н. Забинкова заведовала кафедрой латинского языка Ленинградского педиатрического медицинского института.

## Семья
Дети: Екатерина, Надежда.